# グスタフススコール

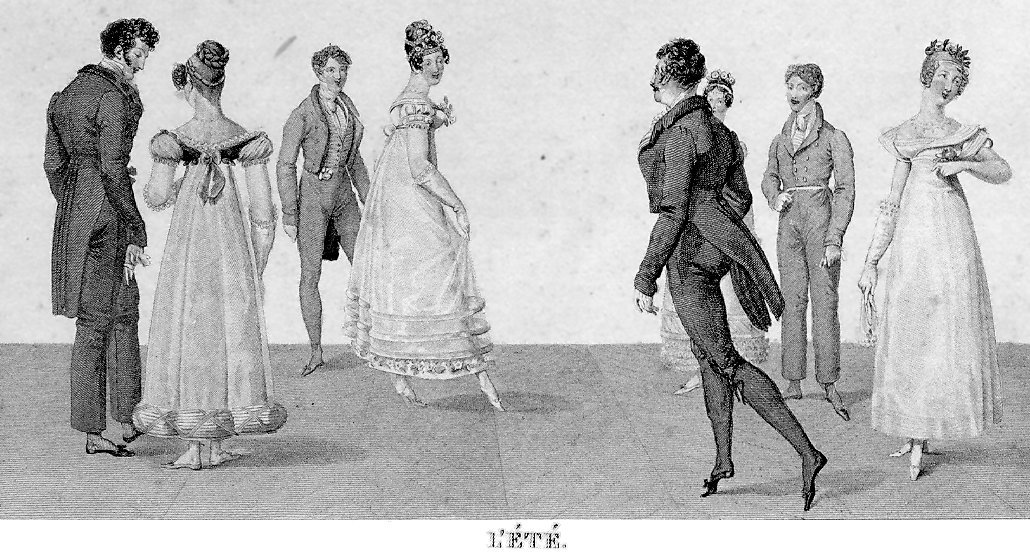
カドリーユ

「グスタフススコール」（Gustafs skål、Gustaf's skoal）は、スウェーデンの王室歌であり、また、同国のカドリーユスタイルのフォークダンスである。

## 概要

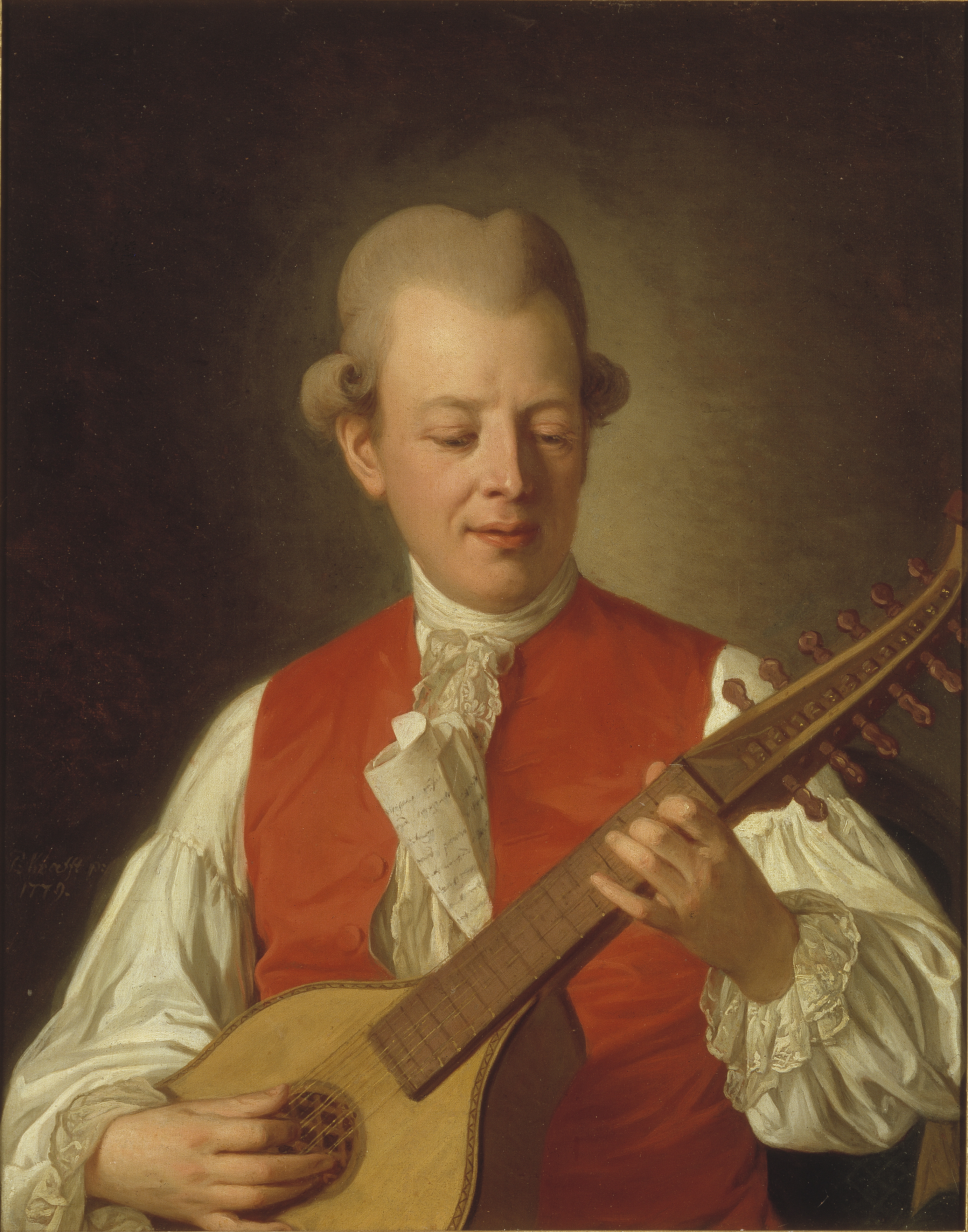
カール・ミカエル・ベルマン

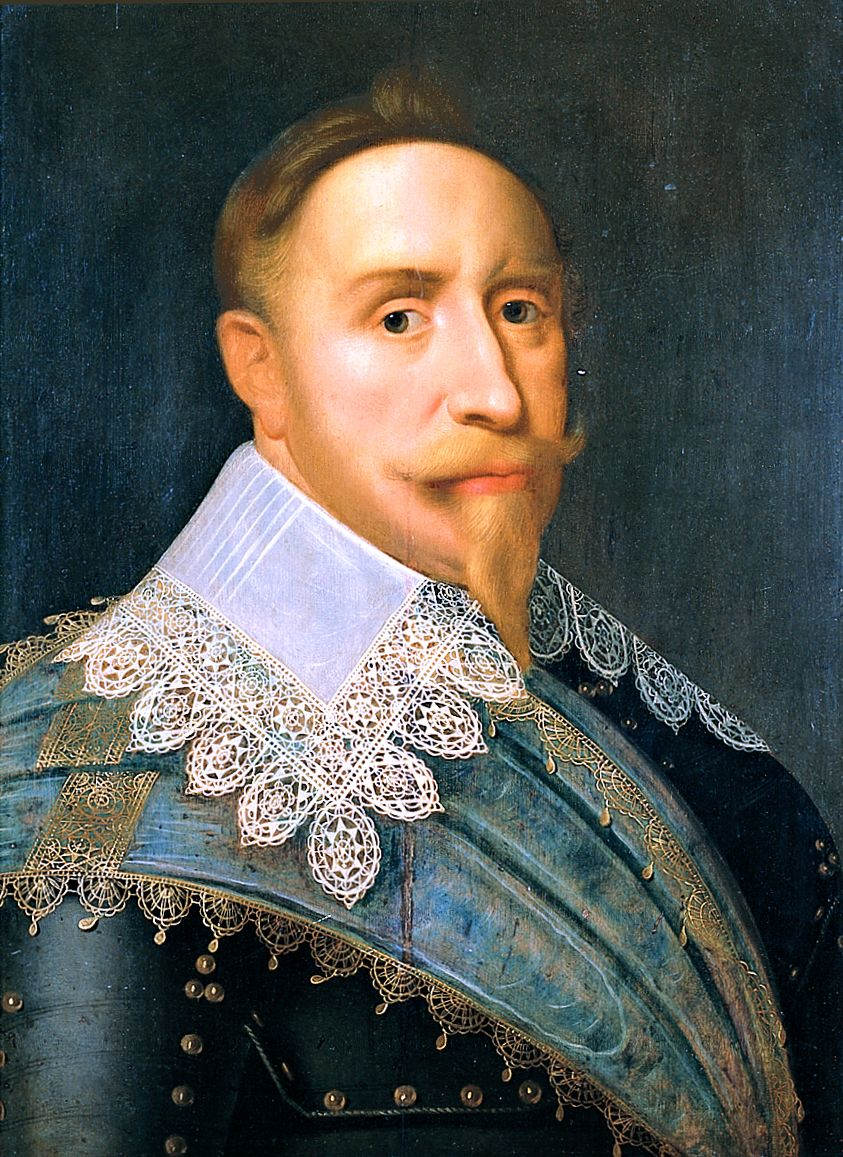
グルタフ2世
アドルフ国王

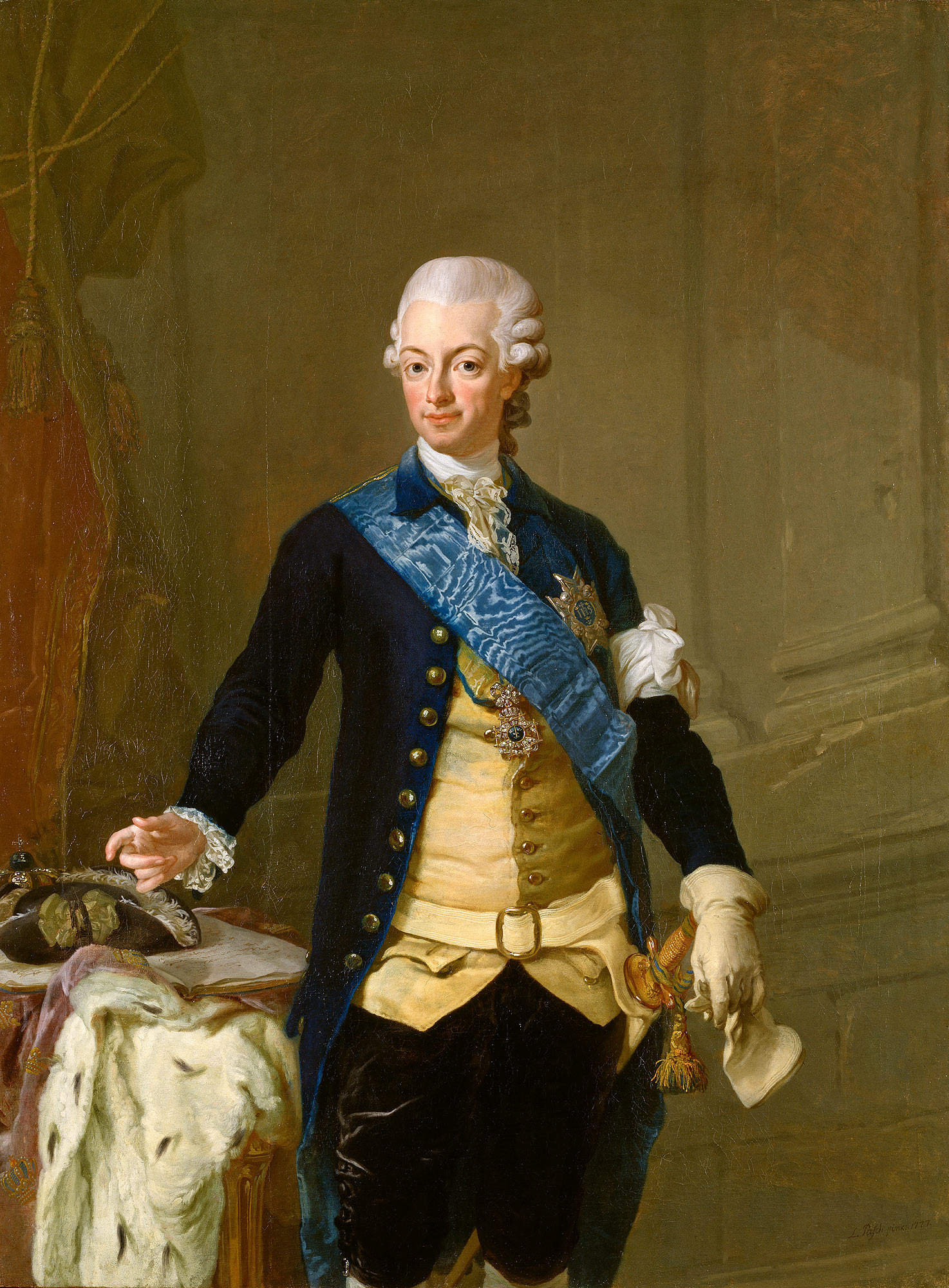
グスタフ3世

元々は、カール・ミカエル・ベルマンによって作られた曲で、「北方の獅子」と呼ばれたグスタフ2世アドルフの栄誉を讃える内容であり時の国王グスタフ3世に贈られ、後に王室歌として採用された。本来宮廷のダンスであったものが、庶民にまで広く伝わった、その典型例でもある。踊りそのものはシンプルなカドリーユ形式で前半の部分は華麗に、おごそかに宮廷の貴族をイメージした展開をするが、これは、ベルマンが、貴族であるいとこの行動にみられる、当時の上流社会的なマンネリズムを風刺したものといわれている。後半は、楽しげな農民の踊りを表現している。日本では小学校の体育の授業や運動会で踊られている。
スコールは乾杯の意味だが、字義どおりには「椀」「鉢」の意味がある。元々は、北欧で,
正式な場所での友情や親善のために行われる乾杯のことをさす。今は、スコールは世界のあちこちに広まっており、特に、北欧系の人々が多い地域では盛んである。skålはskoal、skal、skaalとも綴られる。
他の乾杯と同じように、スコールも幸運と健康のため、そして友情のために行われる。個人レベルの乾杯から、グループでの会食の時まで、様々なかたちでスコールが行われる。北欧の詩には、著名な人物をスコールで讃えたものがある。「グスタフススコール」もその一例で、18世紀に書かれたこの詩は、後に王室歌となった。スコールの対象となる人物が、高く評価されている例でもある。「北方の偉大なる王」という表現からもそれがうかがえる。

## 歌詞
1. Gustafs skål!
Den bäste Kung, som Norden äger:
Han ej tål,
At vigtskåln ojämt väger.
God och glad,
Han Ilskans röst föraktar
Samt afvaktar
Och betraktar
Dårskap i sin grad.
2. Sådan Kung
Är värd att styra Sveriges öden:
Rask och ung,
Ej rådlös uti nöden.
Wasa Ätt
Har aldrig lärt att svika,
Aldrig tvika,
Men at fika
Till at göra rätt.
北方の偉大なる王
グスタフに乾杯！
困難を乗り越えて
休むことのなかった王
礼儀正しく朗らかで
怒りを何よりも嫌い
時の流れの中の、愚かな出来事にも
冷静に構え
そして学んだ
グスタフは正に
スウェーデンを治めるにふさわしい王
大胆で年若く
この王にできぬことはない
ヴァーサ家の君主よ
失敗を、ためらいを
恐れるなと教えられた
でも彼のやり方は、より正しく
そしてより公平であった
（英語訳より翻訳）

## 踊り方
カドリーユ・フォーメーション（スクエア・フォーメーション）で、下記の要領で踊る。
- 挨拶

1. 向かい合った同士の1組と3組は3歩前に進んで、4歩目に挨拶をして戻る。
2. もうひとつの向かい合った同士、2組と4組が同じように挨拶をして戻る。
3. もう1度1と2の動作を行う。

- アーチくぐり

1. 1.2組と4組とがそれぞれ両手をつないでアーチを作る。1組と3組はスキップ4歩で前に進む。各組の2人は、自分が向かい合ったもう1つの組の相手と両手をつないで、自分たちに近い方のアーチを4歩でくぐり抜け、それぞれ元の位置に戻る。
2. 全員1拍目に拍手をし、各組単位で両手を取って、時計回りに1回転する。
3. 次に、1組と3組とがやはり手をつないでアーチを作り、2組と4組がスキップで進み、1-2を行う。

出典:　
英語の資料には、次のような踊り方も紹介されている。
1. 挨拶1から3までの過程で“A toast we pledge to Gustaf who is brave and true”「勇敢な真の王グスタフ乾杯を」と歌う。
2. 次にアーチくぐりの1で、タララ、ラ、ラ…と歌いながらアーチをくぐり、最後に「グスタフススコール」と歌う。
3. アーチをくぐって戻るまでに、待機していた予備の人数が入り込んで、パートナーを「盗む」こともできる。

出典: